# Estret de Nova Geòrgia

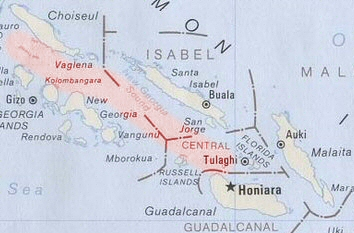
Localització de l'estret de Nova Geòrgia a les Illes Salomó.

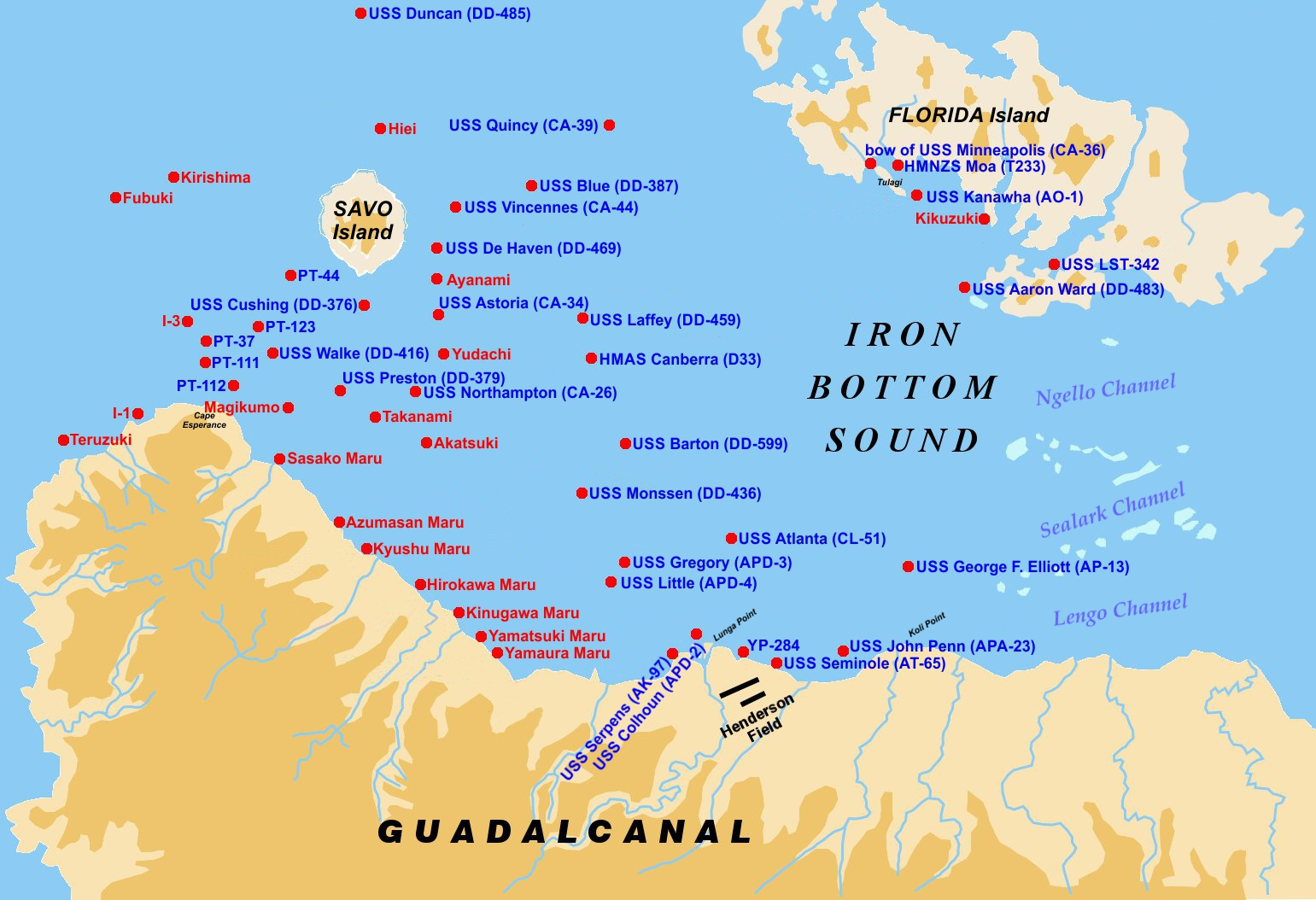
Enfonsaments de vaixells de guerra davant l'illa de Guadalcanal durant els enfrontaments de la Segona Guerra Mundial.

L'Estret de Nova Geòrgia és el canal d'aigua que passa aproximadament partint l'arxipèlag de les Illes Salomó en dues parts per la part longitudinal. L'estret està vorejat per les illes Choiseul, Santa Isabel i les Illes Florida pel nord i Vella Lavella, Kolombangara, Nova Geòrgia i les Illes Russell pel sud. Les illes de Bougainville i Guadalcanal defineixen l'estret per l'oest i aquest respectivament.
La volcànica Illa de Savo és l'únic accident geogràfic digne de menció a l'estret.

## Història
Durant la Segona Guerra Mundial l'estret va ser conegut pels aliats com the Slot (la ranura), a causa de la seva forma geogràfica i l'elevat trànsit de vaixells de guerra. Els constants enviaments de tropes i material per part de l'Imperi Japonès va rebre el nom de Tokyo Express. Entre 1942 i 1943 es van produir nombroses batalles navals a l'estret entre l'Armada dels Estats Units, la Reial Armada Australiana i la Reial Armada de Nova Zelanda, i la Marina Imperial Japonesa.